# Familia Ascázubi

## Origen
- Apellido de origen vasco.
- La Casa Solar en la Villa de Oñate, Provincia de Guipúzcoa de remota antigüedad.
- Linaje de familias aristocráticas y nobles de la Real Audiencia de Quito y posteriormente del Ecuador de cuyo seno han dimanado numerosos políticos y diplomáticos.[cita requerida]

## Heráldica
- Cuartelado: 1.º.- De plata nueve panelas de gules, en base la caldera de sable; 2.º.- De sínople, castillo de oro incendiado, acompañado a la siniestra de un caballero armado y guardado, montado en caballo blanco; 3.º.- De oro, haya natural, pasante al tronco del árbol un jabalí herido sangrante.